# Árni Magnússon
Pour les articles homonymes, voir Magnusson.
Árni Magnússon (13 novembre 1663-7 janvier 1730) est un savant islandais. Il a donné son nom à l'Institut Árni Magnússon.

## Biographie
Árni Magnússon naquit en Islande en 1663 et étudia la théologie à Copenhague, au Danemark. 
Il devint, après avoir fait de nombreux voyages, professeur et bibliothécaire de l'Université de Copenhague. Il a laissé une Chronique des Danois (1696). 
Il avait collecté en Islande une quantité considérable de manuscrits originaux, couvrant toute l'histoire du pays, lorsqu'ils furent en partie détruits par le grand incendie de Copenhague de 1728. 
Il légua 1800 manuscrits à l'Université de Copenhague. Une fois indépendante, l'Islande réclama la restitution de ces codex, qui furent progressivement rendus par le Danemark entre 1971 et 1997. Ils sont désormais conservés au centre de recherches Árnastofnun, l'Institut Árni-Magnússon. 
Halldór Laxness s'est inspiré d'Árni pour créer le personnage d'Arnas Arnæus dans son roman La Cloche d'Islande.

### Sources
- Marie-Nicolas Bouillet  et Alexis Chassang (dir.), « Árni Magnússon » dans Dictionnaire universel d’histoire et de géographie, 1878 (lire sur Wikisource).
- (is) http://visindavefur.hi.is/svar.php?id=4462.